# Municipio de Point Deluce
El municipio de Point Deluce (en inglés: Point Deluce Township) es un municipio ubicado en el condado de Arkansas en el estado estadounidense de Arkansas. En el año 2010 tenía una población de 202 habitantes y una densidad poblacional de 1,41 personas por km².

## Geografía
El municipio de Point Deluce se encuentra ubicado en las coordenadas 34°11′52″N 91°16′58″O / 34.19778, -91.28278. Según la Oficina del Censo de los Estados Unidos, el municipio tiene una superficie total de 143.16 km², de la cual 139,55 km² corresponden a tierra firme y (2,52 %) 3,61 km² es agua.

## Demografía
Según el censo de 2010, había 202 personas residiendo en el municipio de Point Deluce. La densidad de población era de 1,41 hab./km². De los 202 habitantes, el municipio de Point Deluce estaba compuesto por el 93,07 % blancos, el 2,97 % eran afroamericanos, el 2,48 % eran de otras razas y el 1,49 % eran de una mezcla de razas. Del total de la población el 5,45 % eran hispanos o latinos de cualquier raza.